# Copa Itália de Voleibol Masculino de 2017–18
A Copa Itália de Voleibol Masculino de 2017–18 foi a 40.ª edição desta competição organizada pela Lega Pallavolo Serie A, consórcio de clubes filiado à Federação Italiana de Voleibol (FIPAV). O torneio ocorreu de 4 de outubro de 2017 a 28 de janeiro de 2018, e sagrou como campeão pela primeira vez o Sir Safety Perugia.

## Regulamento
Participaram do torneio as 14 equipes do Campeonato Italiano de 2016–17. O torneio foi divido nas fases décima-sextas de final, oitavas de final, quartas de final, semifinais e final.

## Resultados

### Chaveamento final
|  | Quartas de final   | Quartas de final   |                 |   | Semifinais | Semifinais |  |  | Final | Final |
|  |                    |                    |                 |   |            |            |  |  |       |       |
|  |                    |                    |                 |   |            |            |  |  |       |       |
|  |                    |                    |                 |   |            |            |  |  |       |       |
|  | Lube Macerata      | 3                  |                 |   |            |            |  |  |       |       |
|  | Lube Macerata      | 3                  |                 |   |            |            |  |  |       |       |
|  | Porto Robur Costa  | 0                  |                 |   |            |            |  |  |       |       |
|  | Porto Robur Costa  | 0                  | Lube Macerata   | 3 |            |            |  |  |       |       |
|  |                    |                    | Lube Macerata   | 3 |            |            |  |  |       |       |
|  |                    | Modena Volley      | 1               |   |            |            |  |  |       |       |
|  | Modena Volley      | Modena Volley      | 1               | 3 |            |            |  |  |       |       |
|  | Modena Volley      |                    |                 | 3 |            |            |  |  |       |       |
|  | Verona Volley      | 0                  |                 |   |            |            |  |  |       |       |
|  | Verona Volley      | 0                  | Lube Macerata   | 1 |            |            |  |  |       |       |
|  |                    |                    | Lube Macerata   | 1 |            |            |  |  |       |       |
|  |                    | Sir Safety Perugia | 3               |   |            |            |  |  |       |       |
|  | Trentino Volley    | Sir Safety Perugia | 3               | 3 |            |            |  |  |       |       |
|  | Trentino Volley    |                    |                 | 3 |            |            |  |  |       |       |
|  | Volley Milano      | 0                  |                 |   |            |            |  |  |       |       |
|  | Volley Milano      | 0                  | Trentino Volley | 0 |            |            |  |  |       |       |
|  |                    |                    | Trentino Volley | 0 |            |            |  |  |       |       |
|  |                    | Sir Safety Perugia | 3               |   |            |            |  |  |       |       |
|  | Sir Safety Perugia | Sir Safety Perugia | 3               | 3 |            |            |  |  |       |       |
|  | Sir Safety Perugia |                    |                 | 3 |            |            |  |  |       |       |
|  | Pallavolo Padova   | 0                  |                 |   |            |            |  |  |       |       |
|  | Pallavolo Padova   | 0                  |                 |   |            |            |  |  |       |       |

### Décima-sextas de final
| Data  | Hora  |                  | Placar |                    | Set 1 | Set 2 | Set 3 | Set 4 | Set 5 | Total | Relatório |
| ----- | ----- | ---------------- | ------ | ------------------ | ----- | ----- | ----- | ----- | ----- | ----- | --------- |
| 4 out | 20:45 | Argos Volley     | 0–3    | Powervolley Milano | 18–25 | 24–26 | 19–25 |       |       | 61–76 | Relatório |
| 4 out | 20:30 | Pallavolo Padova | 3–0    | New Mater Volley   | 25–23 | 26–24 | 25–22 |       |       | 76–69 | Relatório |

### Oitavas de final
| Data   | Hora  |                    | Placar |                    | Set 1 | Set 2 | Set 3 | Set 4 | Set 5 | Total  | Relatório |
| ------ | ----- | ------------------ | ------ | ------------------ | ----- | ----- | ----- | ----- | ----- | ------ | --------- |
| 11 out | 20:30 | Callipo Sport      | 1–3    | Porto Robur Costa  | 21–25 | 25–22 | 9–25  | 17–25 |       | 72–97  | Relatório |
| 11 out | 20:30 | Verona Volley      | 3–1    | Powervolley Milano | 24–26 | 25–22 | 25–21 | 25–20 |       | 99–89  | Relatório |
| 11 out | 20:30 | Volley Milano      | 3–0    | Top Volley         | 25–17 | 25–22 | 25–22 |       |       | 75–61  | Relatório |
| 12 out | 20:30 | Pallavolo Piacenza | 1–3    | Pallavolo Padova   | 25–23 | 24–26 | 24–26 | 22–25 |       | 95–100 | Relatório |

### Quartas de final
| Data   | Hora  |                    | Placar |                   | Set 1 | Set 2 | Set 3 | Set 4 | Set 5 | Total | Relatório |
| ------ | ----- | ------------------ | ------ | ----------------- | ----- | ----- | ----- | ----- | ----- | ----- | --------- |
| 18 out | 20:30 | Lube Macerata      | 3–0    | Porto Robur Costa | 25–20 | 25–19 | 25–21 |       |       | 75–60 | Relatório |
| 19 out | 20:30 | Modena Volley      | 3–0    | Verona Volley     | 25–20 | 25–9  | 25–23 |       |       | 75–52 | Relatório |
| 18 out | 20:30 | Trentino Volley    | 3–0    | Volley Milano     | 25–23 | 25–20 | 25–18 |       |       | 75–61 | Relatório |
| 19 out | 20:30 | Sir Safety Perugia | 3–0    | Pallavolo Padova  | 25–18 | 25–17 | 28–26 |       |       | 78–61 | Relatório |

### Semifinais
| Data   | Hora  |                 | Placar |                    | Set 1 | Set 2 | Set 3 | Set 4 | Set 5 | Total | Relatório |
| ------ | ----- | --------------- | ------ | ------------------ | ----- | ----- | ----- | ----- | ----- | ----- | --------- |
| 27 jan | 15:30 | Lube Macerata   | 3–1    | Modena Volley      | 17–25 | 26–24 | 25–21 | 25–21 |       | 93–91 | Relatório |
| 27 jan | 18:00 | Trentino Volley | 0–3    | Sir Safety Perugia | 17–25 | 17–25 | 17–25 |       |       | 51–75 | Relatório |

### Final
| Data   | Hora  |               | Placar |                    | Set 1 | Set 2 | Set 3 | Set 4 | Set 5 | Total | Relatório |
| ------ | ----- | ------------- | ------ | ------------------ | ----- | ----- | ----- | ----- | ----- | ----- | --------- |
| 28 jan | 17:30 | Lube Macerata | 1–3    | Sir Safety Perugia | 25–16 | 22–25 | 20–25 | 25–27 |       | 92–93 | Relatório |

## Premiação
| Copa Itália de 2017–18                  |
| Úmbria                                  |
| --------------------------------------- |
| Sir Safety Perugia Campeão (1.° título) |